# 国際仏教文化協会
公益財団法人国際仏教文化協会（こくさいぶっきょうぶんかきょうかい、英: International Association of Buddhist Culture、略称はIABC）は、主に欧州に対し浄土真宗の信仰の普及を支援する公益財団法人である。昭和55年の設立当初は京都府教育委員会所轄の特例財団法人だったが、公益法人制度改革に伴い、平成25年4月1日に内閣府公益認定等委員会を行政庁とする公益財団法人に移行した。

## 概要
大乗仏教の持つ現代的意義を究明し、欧州等の人々の研究に便宜を与え、東西文化の交流を図り、もってわが国の発展と国際平和に寄与することを目的としている。
主な事業として「機関紙の発行（および講演会開催）等による仏教文化の普及」「欧州語等による仏教書などの印刷物の発行および発行助成と普及」「欧州等の仏教関係の機関への物心両面の支援」「海外の仏教探求、仏教研究の推進とその援助」「海外の仏教者や仏教学者との交流」を掲げている。

## 所在地
- 本部  京都市下京区烏丸通七条西入中居町112 南波ロイヤルハイツ302

## 歴代理事長
| 代数 | 氏名       | 任期            | 本職                                                 |
| ---- | ---------- | --------------- | ---------------------------------------------------- |
| 初代 | 佐藤哲英   | 1980年 - 1984年 | 元龍谷大学教授                                       |
| 2代  | 山崎昭見   | 1984年 - 1990年 | 元龍谷大学教授                                       |
| 3代  | 千葉乗隆   | 1990年 - 2008年 | 元龍谷大学学長                                       |
| 4代  | 佐々木惠精 | 2008年 -        | 浄土真宗本願寺派総合研究所元所長、元京都女子大学教授 |

## 事業
- 機関紙の発行（および講演会開催）等による仏教文化の普及
- 欧州語等による仏教書などの印刷物の発行および発行助成と普及
- 欧州等の仏教関係の機関への物心両面の支援
- 海外の仏教探求、仏教研究の推進とその援助
- 海外の仏教者や仏教学者との交流

## 助成金制度
- 欧州人等が現地で行う大乗仏教思想・文化の高水準な研究について、研究活動やその成果の出版に対して助成するほか、現地の大乗仏教探究者のうち、学識や芸術面の能力に秀でた希望者に対し、日本への留学費用を助成する
- 欧州人等の大乗仏教探究者が現地で行う、大乗仏教の思想研究及び文化の振興・向上のための活動に助成する。具体的には、(1)欧州人等の参加者を募って日本で開かれる大乗仏教研究のためのセミナーやシンポジウムの開催、あるいは(2)欧州人等が現地で行うこれらの企画に対して、開催費用を助成するほか、(3)日本から大乗仏教の学識経験者を講師として現地へ派遣するための費用を助成する（日本で行う場合の講師も同様）。

## 主な刊行物
- 歎異抄の欧州各国語訳（フランス語、ドイツ語、エスペラント語）
- 英文学術雑誌 シン・ブディスト（Shin Buddhist）

## 主な主催行事
- ヨーロッパ会議  欧州で2-3年ごとに開かれる学術会議
- 英語による仏教入門公開講座